# Karlheinz Richter (Mediziner)
Karlheinz Richter (* 24. November 1928 in St. Michaelis; † 26. April 2015 in Frankfurt/Oder) war ein deutscher Mediziner und Hochschullehrer.

## Leben und Werk
Karlheinz Richter stammte aus dem sächsischen Erzgebirge. Nach dem Schulbesuch studierte er an der Humboldt-Universität zu Berlin Medizin und promovierte 1953 zum Dr. med. Daneben erlangte er seine Approbation und wurde 1960 Facharzt für Innere Medizin. 1961 habilitierte er sich. Zusätzlich erwarb Richter 1965 die Anerkennung als Facharzt für Röntgenologie und Strahlenheilkunde. 1969 wurde er als Professor auf den Lehrstuhl für Röntgendiagnostik an der Humboldt-Universität zu Berlin berufen. Ab 1980 leitete er den Bereich Bildgebende Diagnostik am Zentralinstitut für Herz- und Kreislaufforschung der Akademie der Wissenschaften der DDR und 1990 wurde er ärztlicher Direktor der dortigen Forschungsklinik.

## Schriften (Auswahl)
- Blutbilirubin, Blutkörperchensenkung und Serumlabilitätsproben bei Virushepatitiden-Berlin 1953.
- Die zentrale Lungenschlagader im Röntgenbild. Berlin 1963.